# Consejo Nacional de Ciencia, Tecnología e Innovación Tecnológica
El Consejo Nacional de Ciencia, Tecnología e Innovación, conocido en el Perú como Concytec, es una institución creada en 1981 y rectora del Sistema Nacional de Ciencia, Tecnología e Innovación (SINACTI).
Tiene como finalidad normar, dirigir, orientar, fomentar, coordinar, supervisar y evaluar las acciones del Estado Peruano en el ámbito de la ciencia, tecnología e innovación tecnológica, así como promover su desarrollo mediante la acción concertada entre los programas y proyectos de las instituciones públicas, académicas, empresariales organizaciones sociales y personas integrantes del SINACTI.
El Concytec, como entidad rectora del SINACTI, administra el Registro Nacional Científico, Tecnológico y de Innovación Tecnológica (Renacyt).

## Sustento legal
Las acciones del CONCYTEC están regidas por la Ley N°31250 del Sistema Nacional de Ciencia, Tecnología e Innovación (SINACTI) y su reglamento aprobado mediante DS 062-2024-PCM. Se encuentra adscrito a la Presidencia del Consejo de Ministros mediante el Decreto Supremo N° 067-2012-PCM.

## Funciones
El artículo 15 de la Ley N°31250 establece las funciones del ente rector del Sinacti como sigue:

Artículo 15. Funciones del Consejo Nacional de Ciencia, Tecnología e Innovación (Concytec)
El Consejo Nacional de Ciencia, Tecnología e Innovación (Concytec) en su condición de organismo rector del Sistema Nacional de Ciencia, Tecnología e Innovación (Sinacti), tiene las siguientes funciones:
a) Formular y actualizar la Política Nacional de Ciencia, Tecnología e Innovación (POLCTI) y proponerla a la Presidencia del Consejo de Ministros para su aprobación; articular su implementación a nivel sectorial y territorial; y realizar el seguimiento y la evaluación de su ejecución y de sus resultados.
b) Dirigir, coordinar, supervisar y evaluar el Sinacti.
c) Elaborar y aprobar la normativa, lineamientos, procedimientos, metodologías, instrumentos, técnicas, modelos, directivas, guías u otros que regulen la ciencia, tecnología e innovación (CTI) en el país; así como, proponer las normas y reglamentos que correspondan a las instancias respectivas para su aprobación.
d) Formular, actualizar, aprobar y coordinar la implementación de los planes, programas y proyectos de CTI; así como realizar su seguimiento, evaluación y análisis de sus resultados e impactos.
e) Coordinar y asesorar a las entidades del gobierno nacional y a los gobiernos regionales para la implementación de la POLCTI.
f) Fomentar, coordinar, supervisar y evaluar las acciones del Estado y, en lo que corresponda, a las instituciones privadas, en el ámbito de la CTI.
g) Gestionar la Red Nacional de Información en Ciencia, Tecnología e Innovación; así como recopilar, sistematizar, analizar y difundir información actualizada sobre censos, estadísticas, indicadores y otros sobre el desarrollo y desempeño de la CTI en el país.
h) Identificar la demanda social y productiva de actividades de CTI y promover su articulación con las capacidades nacionales y territoriales de CTI.
i) Formular e implementar planes y proyectos para la gobernanza de datos para el Sinacti, en coordinación con la Secretaría de Gobierno Digital de la Presidencia del Consejo de Ministros.
j) Diseñar, implementar y promover mecanismos de coordinación y cooperación entre los integrantes del Sinacti, entre estos y sus similares de otros países, y con instituciones y organismos internacionales, que permitan el mejor aprovechamiento de los recursos disponibles para la CTI.
k) Emitir opinión técnica vinculante en las materias de su competencia, incluyendo los proyectos normativos que regulen las actividades de CTI y los que autorizan su financiamiento.
l) Coordinar la gestión de los mecanismos financieros estatales o de cooperación internacional con las entidades competentes en el marco de la normativa vigente; así como administrar y canalizar los recursos que permitan su uso para financiar actividades de CTI.
m) Supervisar y evaluar el desempeño de los Programas Nacionales de Ciencia, Tecnología e Innovación; así como establecer los procedimientos y criterios de evaluación y seguimiento de proyectos y programas financiados por estos programas nacionales.
n) Proponer la asignación de recursos disponibles y el régimen de incentivos en CTI de acuerdo a ley.
ñ) Diseñar, disponer, implementar y actualizar los registros y repositorios nacionales de CTI.
o) Calificar, seleccionar, registrar, evaluar y supervisar a los investigadores científicos, en el ejercicio de su trabajo científico, con el fin de promover su desarrollo y divulgar las investigaciones realizadas.
p) Calificar a las entidades del Sinacti; así como convocar y conceder reconocimientos al mérito y premios a personas u organizaciones que aporten al desarrollo de la CTI en el país.
q) Fiscalizar el cumplimiento de la legislación en materia de CTI, determinar las infracciones e imponer las sanciones que correspondan en el ámbito de su competencia.
r) Aprobar los mecanismos que aseguren la reserva y confidencialidad de los proyectos de CTI cuya divulgación pueda afectar la actividad empresarial, conforme a las excepciones dispuestas en la Ley 27806, Ley de Transparencia y Acceso a la Información Pública, así como mantener la confidencialidad de los evaluadores que participen en la calificación de instituciones, investigadores y proyectos de CTI.

s) Las demás que se establezcan en el Reglamento de Organización y Funciones del Concytec.

## Conformación del Consejo Directivo
El Artículo 17 de la Ley N°31250 establece que el Consejo Directivo está conformado por trece miembros:
- El presidente del Concytec, quien lo preside.[7]
- Un representante del Viceministerio de Economía del Ministerio de Economía y Finanzas.
- Un representante de los gobiernos regionales.
- Un representante del Instituto Nacional de Defensa de la Competencia y de la Protección de la Propiedad Intelectual (Indecopi).
- Dos representantes del sector empresarial.
- Un representante de la micro, pequeña y mediana empresa (Mipyme).
- Un representante de las entidades de soporte al emprendimiento innovador.
- Dos representantes de las universidades públicas.
- Dos representantes de las universidades privadas.
- El presidente de la Academia Nacional de Ciencias.

*Los representantes del sector público son designados por el titular del sector correspondiente.
*Los representantes del sector privado, academia y sociedad civil deben poseer experiencia y conocimiento sobre materias vinculadas a la ciencia, tecnología o innovación. Su designación está a cargo de la Presidencia del Consejo de Ministros. 

## Historia
- DL Nº17096. El 6 de noviembre de 1968 se crea el Consejo Nacional de Investigación (CONI). A través del Decreto Ley se estable su misión: "fomentar, coordinar, y orientar la investigación científica y tecnológica en el Perú", además de su dependendecia de la Presidencia de la República.[8][9]
- DL Nº112. 12 de junio de 1981. Se aprueba la Ley Orgánica del Consejo Nacional de Ciencia y Tecnología en la que se estable como organismo público descentralizado de la Presidencia del Consejo de Ministros (PCM) y asume las funciones del CONI.[10]
- DL N°357. 2 de noviembre de 1985. El artículo 4 establece que el Consejo Nacional de Ciencia y Tecnología, señalado con siglas CONCYTEC; pertenece al ámbito del Ministerio de la Presidencia.[11]
- DL N°560. 29 de marzo de 1990. El artículo 20 establece la desactivación del Ministerio de la Presidencia, creando en su lugar 15 ministerios y, quedando el CONCYTEC adscrito al Ministerio de Educación.[12][13]
- DL N°563. 5 de abril de 1990. El artículo 5 dispone que el CONCYTEC asume las funciones del Instituto Nacional de Becas y Crédito Educativo (INABEC) en todo y en cuanto se relaciona con la ciencia y tecnología.[14]
- DS N°038-90-PCM. 9 de mayo de 1990 se publica el Reglamento de Organización y Funciones de la Presidencia del Consejo de Ministros, en el que se señala en su artículo 4° al CONCYTEC como Organismo Público Descentralizado de la Presidencia del Consejo de Ministros.[12]
- DS N°172-91-РСM. 8 de noviembre de 1991, en su artículo 1° se establece la transferencia del CONCYTEC de la PCM nuevamente al Ministerio de Educación.[12]
- DS Nº021-2001-ED. 14 de abril del 2001. Se autoriza al Concytec una reestructuración institucional.[15]
- Ley N°27690. 4 de abril de 2002. Se publica ley que modifica funciones del CONCYTEC para atender la emergencia en ciencia y tecnologia.[16]
- DS N°007-2004-ED.  23 de abril del 2004. Se declara en reestructuración al CONCYTEC, con la finalidad de conducir a la redefinición de sus funciones y estructura, en concordancia con la Ley N° 27658 - Ley Marco de Modernización de la Gestión del Estado.[12]
- Ley Nº28303. El 24 de julio del 2004, se promulga la Ley Marco de Ciencia, Tecnología е Innovación Tecnológica, ley que introduce aspectos importantes y modificaciones a sus funciones. Entre los aspectos importantes destaca la creación del Sistema Nacional de Ciencia, Tecnología e Innovación Tecnológica (SINACYT) y el establecimiento del CONCYTEC, como órgano rector del SINACYT y responsable de la Política de Ciencia, Tecnología e Innovación Tecnológica del país.[17]
- Ley Nº 28613. 18 de octubre de 2005. Se publica la Ley del Consejo Nacional de Ciencia, Tecnología e Innovación Tecnológica.[18]
- DS N°029-2007-ED. 10 de noviembre de 2007, se aprueba el Reglamento de Organización y Funciones (ROF) del CONCYTEC.[15]
- DS N°032-2007-ED. 18 de diciembre de 2007, se aprueba el Texto Único Ordenado (TUO) de la Ley Marco de Ciencia, Tecnología e Innovación Tecnológica.[19] [20]  El artículo 16 del TUO dispone la creación del Fondo Nacional de Desarrollo Científico y de Innovación Tecnológica (FONDECYT) como una unidad de ejecución presupuestal del CONCYTEC, con el objeto de captar, gestionar, administrar y canalizar recursos de fuente nacional y extranjera para ser destinados a las actividades del SINACYT en el país.
- DS Nº 034-2008-PCM. 6 de mayo de 2008. Se califica al CONCYTEC como un Organismo Público Ejecutor (OPE) de acuerdo a lo dispuesto por la Ley Nº 29158 Ley Orgánica del Poder Ejecutivo (LOPE).[12]
- DS Nº 048-2010-PCM. 19 de abril de 2010. El CONCYTEC es calificado como Organismo Técnico Especializado, en mérito a sus facultades, funciones y responsabilidades y su calidad de ente rector dispuesto por el TUO de la Ley Marco de Ciencia, Tecnología e Innovación Tecnológica (DS N°032-2007-ED) y su Ley N° 28613, Ley del CONCYTЕС.[12]
- DS N°020-2010-ED. 28 de julio de 2010 se aprueba el Reglamento del Texto Único Ordenado de la Ley Nº 28303, Ley Marco de Ciencia, Tecnología e Innovación Tecnológica.[21]
- DS N°067-2012-PCM. 15 de junio del 2012, en concordancia con la Ley Orgánica del Poder Ejecutivo, Ley N° 29158 y en el marco de la Ley Nº 27658, Ley Marco de Modernización de la Gestión del Estado, se adscribe al CONCYTEC a la Presidencia del Consejo de Ministros y establece en su Primera Disposición Complementaria la creación de una Comisión Sectorial de naturaleza temporal que tenga por objeto el estudio, evaluación y análisis sobre la estructura, funcionamiento y reorganización del CONCYTEC a fin de fortalecer su capacidad como ente rector en el desarrollo de la СТІ.[6]
- RP N°129-2013-CONCYTEC-P. 10 de setiembre de 2013 se aprueba el Primer Manual de Operaciones de la Unidad ejecutora FONDECYT, definiendo objetivos, funciones generales y estructura orgánica.[22]
- Ley Nº 30309. 13 de marzo de 2015, se publica la ley que promueve la investigación científica, desarrollo tecnológico e innovación tecnológica.[23]
- Ley Nº 30806. 5 de julio de 2018, se publica ley que modifica diversos artículos de las leyes N°28303 y N°28613.[24]
- DS N°051-2021-PCM. 24 de marzo de 2021 se crea el Programa Nacional de Investigación Científica y Estudios Avanzados (ProCiencia), que tiene como prioridades la investigación científica, la formación de investigadores de alta calificación, el equipamiento de laboratorios y talleres, la difusión de conocimientos, la transferencia tecnológica y la creación de una cultura tecnológica en el país.[25] [26]
- DS Nº097-2021-PCM. 15 de mayo de 2021. Se aprueba la actualización de la calificación y relación de los Organismos Públicos en la que se califica al CONCYTEC como organismo técnico especializado adscrito a la Presidencia del Consejo de Ministros.[27]
- Ley Nº31250. 22 de junio de 2021 se publica la ley del Sistema Nacional de Ciencia, Tecnología e Innovación (SINACTI) que establece una nueva gobernanza y fortalece al Consejo Nacional de Ciencia, Tecnología e Innovación.[4]